# Ischnura
Ischnura es un género de odonatos zigópteros de la familia Coenagrionidae.

## Especies
El género Ischnura incluye numerosas especies, de las cuales ocho viven en Europa:
- Ischnura elegans - Europa
- Ischnura fountaineae - Sicilia
- Ischnura fluviatilis - América del Sur
- Ischnura genei - Italia, Cerdeña, Sicilia, Córcega, Malta,
- Ischnura graellsii - Península ibérica
- Ischnura hastata- Azores
- Ischnura pumilio - Europa (incluyendo la península ibérica)
- Ischnura saharensis - Canarias
- Ischnura senegalensis - Madeira